# Deichverband Osterstader Marsch
Der Deichverband Osterstader Marsch ist ein Deichverband mit Sitz in Beverstedt.

## Verbandsgebiet
Der Deichverband ist für ein 45.349 Hektar großes Gebiet in den Landkreisen Cuxhaven und Osterholz zuständig, das alle im Schutz des rechten Weserdeichs gelegenen Grundstücke bis zu einer Höhe von NN +6,00 m inklusive der innerhalb dieses Gebietes liegenden höheren Bodenerhebungen umfasst.
Die Hauptdeichlinie im Zuständigkeitsbereich des Deichverbandes Osterstader Marsch ist 29,5 Kilometer lang. Sie erstreckt sich am rechten Ufer der Weser, von der Landesgrenze zu Bremen bis zur ehemaligen Landesgrenze zu Bremerhaven am Neuen Lunesiel.
Das Verbandsgebiet des Deichverbandes Osterstader Marsch grenzt im Süden an das Verbandsgebiet des Bremischen Deichverbandes am rechten Weserufer und im Norden an das von bremerports betreute Gebiet in Bremerhaven sowie am Schifffahrtsweg Elbe-Weser südlich von Bad Bederkesa an das Verbandsgebiet des Hadelner Deich- und Gewässerverbandes.

## Aufgaben
Der Deichverband hat die Aufgabe, Grundstücke im Verbandsgebiet vor Sturmfluten und Hochwasser zu schützen. Dazu unterhält er die im Verbandsgebiet liegenden Hauptdeiche.
Die Deiche werden größtenteils durch Schafe beweidet, um die Deichsicherheit zu gewährleisten. In den Sommermonaten ist auch eine Beweidung mit Jungrindern möglich. Die Beweidung der Deiche wird von zwei Schäfereien durchgeführt.

## Verbandsstruktur
Der Verband wird von einem Ausschuss vertreten, der von den Verbandsmitgliedern gewählt wird. Der Ausschuss besteht aus 16 Mitgliedern. Er wählt seinerseits einen Vorstand, der mit fünf Vorstandsmitgliedern und dem Vorstandsvorsitzenden besetzt ist. Für jedes Ausschuss- und jedes Vorstandsmitglied wird auch ein persönlicher Vertreter gewählt.
Mitglieder des Verbandes sind alle Grundeigentümer und Erbbauberechtigten der im Verbandsgebiet gelegenen Grundstücke.